# ジーナ・K
『ジーナ・K』（ジーナ・ケイ）は、2005年8月27日公開の日本の映画。

## あらすじ
人気歌手ジーナ・Kの自殺を知ったドキュメンタリー作家である荒木は、ジーナ・Kの母である伝説のストリッパー・カトリーヌに話を聞くために福岡県を訪れた。
生前母親のストリップ小屋を改装したライブハウスで歌い、連日ライブハウスをにぎわせていた彼女には、衝撃的な過去があった。

## キャスト
- ジーナ・K / かやの：SHUUBI（しゅうび）
- カトリーヌ：石田えり
- 菊池オサム：ARATA（あらた）
- 宮本兼吾：光石研
- 荒木勉：石井聰亙
- ニナ：吉居亜希子
- のり子：片岡礼子
- 郷田：永瀬正敏

## スタッフ
- 監督・脚本：藤江儀全
- 配給：シグロ